# Liriomyza gypsophilae
Liriomyza gypsophilae este o specie de muște din genul Liriomyza, familia Agromyzidae, descrisă de Beiger în anul 1972.
Este endemică în Polonia. Conform Catalogue of Life specia Liriomyza gypsophilae nu are subspecii cunoscute.